# Малка Илиада
Малка Илиада (гръцки: Ἰλιὰς μικρά) е древногръцка епическа поема, описваща 2 епизода от края на Троянската война – спора за оръжието на Ахил и построяването на Троянския кон. Съдържала е 4 песни от около 2000 – 3000 строфи. От тях са оцелели едва 30. 

## Авторство и време на създаване
Поемата се приписва на различни автори, но Павзаний смята, че тя е без автор, т.е. че е част от народното творчество, изпълнявано от странстващите певци – аеди и рапсоди.
Един от вероятните автори (според „Илионските таблици“) е Лесх (Лесхей) от град Пира на остров Лесбос. Павзаний нарича автора: Лесхеос от Пира, син на Екхилин . В „Христоматия на Прокъл“ той е наречен Лесх от Митилини.
Според Евсевий, Лесх е живял по времето на 30-а олимпиада (660 – 656 г. пр.н.е.) 
Според филолога Фаний, Лесх се състезава в поетическо съревнование с Арктин Милетски (от Милет) и го побеждава. 